# Karl von Scherzer
Karl Ritter von Scherzer (a veces escrito Carl; 1 de mayo de 1821, Viena - Görz, 19 de febrero de 1903) fue un explorador, diplomático y científico natural austríaco.

## Biografía
Comenzó su vida laboral como impresor, pero gracias a una fortuna heredada, Scherzer pudo viajar mucho. Tomó parte activa en la revolución de 1848 y fue exiliado a Italia en 1850. Aquí Scherzer se hizo amigo de Moritz Wagner y, junto con él, viajó por América del Norte y Central y las Indias Occidentales (1852-1855). Regresó a Viena a mediados de 1855 y, con el apoyo del archiduque Maximiliano de México, se convirtió en miembro del grupo de científicos que viajaban a bordo de la fragata Novara por todo el mundo (véase expedición de Novara). De esa expedición trajo suficientes hojas de coca que Albert Niemann aisló posteriormente cocaína.

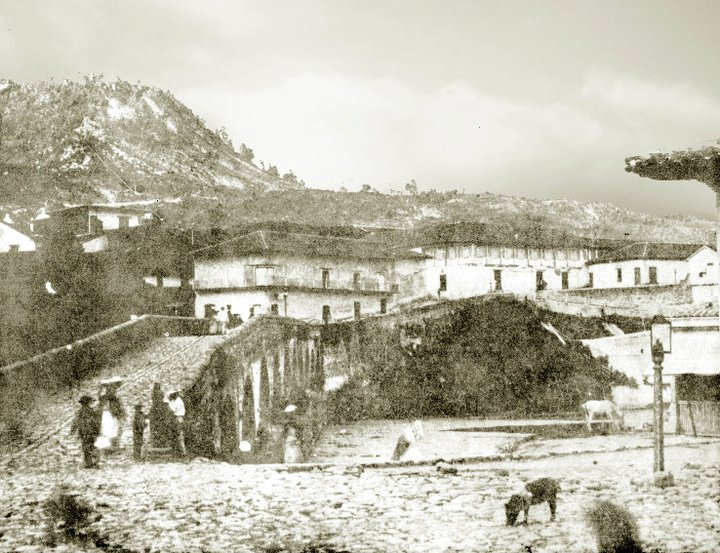
A Scherzer se le atribuye haber tomado la fotografía mas antigua aun conservada de Honduras durante uno de sus viajes.

Después de regresar en 1859, fue concejal de la junta de comercio, ocupó un cargo en la oficina de relaciones exteriores y se le encargó la recopilación de estadísticas comerciales del imperio. Como recompensa por sus publicaciones, Scherzer fue nombrado caballero en 1866. Durante 1869 fue el líder de una expedición al este de Asia, luego se desempeñó como cónsul en varios lugares, entre ellos Smyrna (la actual Esmirna). En 1886 Scherzer se retiró.

## Libros
- Reisen in Nordamerika in den Jahren 1852 und 1853. ( Viajes en América del Norte durante 1852 y 1853), 3 partes, Arnold, Leipzig, 1854. Escrito junto con Moritz Wagner.
- Las Historias del origen de los Indios de Guatemala, por el R. P. F. Francisco Ximenes. Viena, 1856. Copia de la traducción al español del manuscrito Popol Vuh (más detalles).
- Wanderungen Durch die Mittel-Amerikanischen Freistaaten Nicaragua, Honduras und San Salvador (Viajes a través de los estados centroamericanos de Nicaragua, Honduras y San Salvador), Braunschweig George Westermann, 1857. Detalles de la expedición de 1852-1855.
- Reise der österreichischen Fregatte Novara um die Erde, en den Jahren 1857-1859 (Narrativa de la circunnavegación del mundo por la fragata austríaca Novara), Viena, 1861-1862, tres volúmenes, con ilustraciones. Primera edición en inglés de London Saunders, Otley, And Co. 1861.
- Aus dem Natur- und Völkerleben im tropischen Amerika. (Sobre la naturaleza y la vida de las personas en los trópicos de América), Leipzig, Wigand Verlag, 1864.
- Statistisch-commerzielle Ergebnisse einer Reise um die Erde, unternommen an Bord der österreichischen Fregatte Novara in den Jahren 1857-1859. (Resultados estadísticos y comerciales de la circunnavegación del mundo, escritos en la pizarra de la fragata austriaca Novara durante 1857-1859), FA Brockhaus, Leipzig 1867.
- Fachmannische Berichte über die Osterreichische-Ungarische Expedition nach Siam, China und Japan (1868-1871) (Informe académico sobre la expedición austrohúngara a Siam, China y Japón (1868-1871)), Stuttgart, Verlag von Julius Maier, 1872.
- Smyrna (Esmirna), Viena, 1873. Una monografía sobre la ciudad.
- Das wirthschaftliche Leben der Völker. Ein Handbuch über Production und Consum. (Vida económica de las naciones. Manual de producción y consumo.), Leipzig, Dürr, 1885.